# Stéphane Chamberland
Stéphane Chamberland est un batteur, clinicien, enseignant et auteur québécois. Originaire de Loretteville, il a gagné une reconnaissance internationale grâce à ses tournées et ses cliniques qui lui ont permis de voyager à travers le monde. En plus d'être musicien professionnel, Stéphane donne des cours privés pour des étudiants provenant de différents pays, et a même déjà écrit des méthodes pour batterie en collaboration avec Dom Famularo.

## Biographie
Fils de parents musiciens, Stéphane Chamberland commence la musique à l’âge de trois ans. C’est après l’essai de plusieurs instruments qu’il choisit la batterie pour une « simple question de  feeling ». À l'âge de cinq ans, il entreprend ses premiers cours privés et, en plein milieu de son secondaire, débute ses apprentissages au Conservatoire de musique de Québec. Âgé de 17 ans, Stéphane reçoit l’attention du batteur de renommée internationale Dom Famularo, qui le prend sous son aile à la suite d’un de ses ateliers à Québec. Pour les huit années suivantes, Stéphane suit des cours avec lui à New York, à la fréquence d’une semaine par mois. Tout au long de sa carrière, il entreprend également des cours privés avec d’autres batteurs tels que Jim Chapin, Rick Gratton, Robby Ameen, Jeff Salem, Paul DeLong, Joe Bergamini, John Favicchia, Aldo Mazza, Frank Belluci, Eduardo Guedes, Paul Brochu, Richard Irwin, Memo Acevedo, Claus Hessler et étudiera aussi au Manhattan School of Music avec John Riley  et Bobby Sanabria. Grâce à ses expériences, il crée de nombreux contacts avec des musiciens partout à travers le monde. Aujourd’hui, Stéphane réussit à vivre de sa passion.

## Carrière
Stéphane Chamberland est très actif sur la scène musicale. Parmi ses nombreux projets, il travaille activement avec le Carl Mayotte Fusion Quintet. Il a aussi accompagné et enregistré avec plusieurs autres ensembles et musiciens, comme le RoboJazz band, Mathieu Fiset, Écoustik Quartet et Stéphane Chamberland Quartet, entre autres. Il va également enregistrer en studio avec, en moyenne, 35 groupes à chaque année. Chamberland a un style de jeu qui est décrit comme étant avant-gardiste, caractéristique qui a contribué à son succès au Canada. D’ailleurs, sa manière de jouer est dite expressive, émotionnelle, présente, organique et expérimentale. Son jeu a attiré l’attention de plusieurs compagnies telles que Yamaha, Remo, Sabian, Vic Firth et Prologix. Ces commanditaires lui fournissent son matériel, allant des cymbales, aux baguettes, aux peaux de tambours, etc. Le batteur a aussi figuré dans le magazine de musique Modern Drummer en 2019. Dans l’article, il explique une composante de sa créativité à l’instrument, l’ajout de coups doubles à des phrases linéaires accentuées. Stéphane décrit le concept comme suit : « Double stroke rolls are so important when it comes to feel and getting a fuller sound. In this next step, we’ll change all the singles that are not accented into doubles. The accented singles are going to stay accented. You may want to displace the accents on cymbals or on toms, though staying on the snare also sounds good. »

## Enseignement
En plus de sa carrière comme batteur professionnel, Stéphane donne des cours en personne et en ligne. Ses cliniques et ses ateliers partout dans le monde lui ont permis d'enseigner à des élèves dans plus de 15 pays différents, notamment grâce à la plateforme Skype. Pour aider à transmettre ses connaissances à distance, il aménage dans son studio des caméras et de l’équipement pour optimiser la qualité de son enseignement à distance. Aujourd’hui, Stéphane offre encore des cours de batterie en ligne. Il offre plusieurs cours et programmes différents, comme un programme de lecture, de technique, de développement sur la batterie, de vocabulaire/style et de performance musicale. Son intérêt pour l’éducation l’a mené à collaborer avec d’autres batteurs, tels que Dom Famularo, Joe Bergamini afin d’écrire des méthodes. Dans ces ouvrages, il s’intéresse à la technique de main et de pied (avec « The Weaker Side » et « Pedal Control»), au jeu instrumental (avec « The Ultimate Jazz Fusion Play Along», une méthode remplie de trames d’accompagnement) et à l’écoute (avec « Drumset Duets »).

## Discographie[15]
- Fantosme - Carl Mayotte
- Pop de Ville Vol.1 - Carl Mayotte
- Carnaval - Carl Mayotte
- Le Saltimbanque (avec Sylvain Luc) - Carl Mayotte
- The RoboJazz Band - Mathieu Fiset
- RoboJazz - Matheu Fiset

## Cliniques[16]
- Brazil - Batuka International Drum Festival (2013)
- Canada - Canadian Cape Breton Drum Festival International (2008)
- Canada - Chris Lesso Drum School
- Canada - Drumeo (2019)
- Canada - Drumeo North American Drum Hang (2022)
- Canada - Kosa 24 Drum and Percussion Camp Montreal (2019)
- Canada - Quebec Capitale Drum Fest (2015)
- Chine - Da Dong Tian Xia Music Concert (2008)
- Chine - Shanghai International Percussion Camp (2008)
- Étais-Unis - Namm Show (2012)
- France - Drumming Lab
- Singapore - SG Drum Academy
- Taiwan - Taipei International Percussion Summer Camp (2008/2009)